# Манипур
Манипур (на английски: Manipur) е щат в източна Индия. Столица и най-голям град е Импхал. Населението наброява 2,389 млн. души (22-ро място в Индия 2001 г.).

## География
Площ 22 327 км² (23-то място).